# Оберштатфелд
Оберштатфелд (њем. Oberstadtfeld) општина је у њемачкој савезној држави Рајна-Палатинат. Једно је од 109 општинских средишта округа Вулканајфел. Према процјени из 2010. у општини је живјело 587 становника. Посједује регионалну шифру (AGS) 7233055.

## Географски и демографски подаци
Оберштатфелд се налази у савезној држави Рајна-Палатинат у округу Вулканајфел. Општина се налази на надморској висини од 442 метра. Површина општине износи 10,2 km². У самом мјесту је, према процјени из 2010. године, живјело 587 становника. Просјечна густина становништва износи 57 становника/km².